# 25613 Bubeníček
25613 Bubeníček è un asteroide della fascia principale. Scoperto nel 2000, presenta un'orbita caratterizzata da un semiasse maggiore pari a 2,6733501 UA e da un'eccentricità di 0,0785385, inclinata di 3,20438° rispetto all'eclittica.